# Różaniec (miesięcznik)
Różaniec – jedyny w Polsce miesięcznik formacji różańcowej wydawany przez Wydawnictwo Sióstr Loretanek. Pismo stanowi kontynuację „Kółka Różańcowego”, wydawanego od 1909 r. przez założyciela zgromadzenia, bł. ks. Ignacego Kłopotowskiego. 
Stałe cykle w miesięczniku:
Nauczanie papieskie
Temat numeru
Formacja różańcowa
Wiara i życie
Liturgia i medytacja oraz rozważania różańcowe
Konspekt spotkania kółka różańcowego z wymianą tajemnic różańcowych